# Samväldesspelen 1990
Samväldesspelen 1990 (engelska: 1990 Commonwealth Games) hölls i Auckland i Nya Zeeland mellan 24 januari och 3 februari 1990. 2 074 deltagare från 55 länder tävlade i 10 olika sporter. Detta var andra gången Auckland stod värd för spelen, första gången var 1954.
För tredje gången i spelens historia avgjordes tävlingarna i Nya Zeeland.

## Medaljliga
| Nr | Nation           | Guld | Silver | Brons | Totalt |
| -- | ---------------- | ---- | ------ | ----- | ------ |
| 1  | Australien       | 52   | 54     | 58    | 164    |
| 2  | England          | 46   | 40     | 42    | 128    |
| 3  | Kanada           | 36   | 42     | 38    | 116    |
| 4  | Nya Zeeland      | 17   | 14     | 27    | 58     |
| 5  | Indien           | 13   | 8      | 11    | 32     |
| 6  | Wales            | 10   | 3      | 12    | 25     |
| 7  | Kenya            | 6    | 9      | 3     | 18     |
| 8  | Nigeria          | 5    | 13     | 7     | 25     |
| 9  | Skottland        | 5    | 7      | 10    | 22     |
| 10 | Malaysia         | 2    | 2      | 0     | 4      |
| 11 | Jamaica          | 2    | 0      | 2     | 4      |
| 11 | Uganda           | 2    | 0      | 2     | 4      |
| 13 | Nordirland       | 1    | 3      | 5     | 9      |
| 14 | Nauru            | 1    | 2      | 0     | 3      |
| 15 | Hongkong         | 1    | 1      | 3     | 5      |
| 16 | Cypern           | 1    | 1      | 0     | 2      |
| 17 | Bangladesh       | 1    | 0      | 1     | 2      |
| 17 | Jersey           | 1    | 0      | 1     | 2      |
| 19 | Bermuda          | 1    | 0      | 0     | 1      |
| 19 | Guernsey         | 1    | 0      | 0     | 1      |
| 19 | Papua Nya Guinea | 1    | 0      | 0     | 1      |
| 22 | Zimbabwe         | 0    | 2      | 1     | 3      |
| 23 | Ghana            | 0    | 2      | 0     | 2      |
| 24 | Tanzania         | 0    | 1      | 2     | 3      |
| 25 | Zambia           | 0    | 0      | 3     | 3      |
| 26 | Bahamas          | 0    | 0      | 2     | 2      |
| 26 | Samoa            | 0    | 0      | 2     | 2      |
| 28 | Guyana           | 0    | 0      | 1     | 1      |
| 28 | Malta            | 0    | 0      | 1     | 1      |

## Medaljörer per idrott

### Badminton
| Badminton vid Samväldesspelen 1990 |                   |                |                  |
| Tävling                            | Gold              | Silver         | Bronze           |
| Herrsingel                         | Rashid Sidek      | Foo Kok Keong  | Darren Hall      |
| Damsingel                          | Fiona Smith       | Denyse Julien  | Helen Troke      |
| Herrdubbel                         | R. Sidek/J. Sidek | Kit/R. Sidek   | Bitten/Blanshard |
| Damdubbel                          | Smith/Sankey      | Clark/Gowers   | Falardeau/Julien |
| Mixeddubbel                        | Choi/Chan         | Johnson/Sankey | Goode/Clark      |
| Lagtävling (mixed)                 | England           | Kanada         | Hongkong         |

### Bowls
| Bowls vid Samväldesspelen 1990 |                                                                       |                                                                        |                                                                   |
| Tävling                        | Gold                                                                  | Silver                                                                 | Bronze                                                            |
| Herrsingel                     | Rob Parella                                                           | Mark McMahon                                                           | Richard Corsie                                                    |
| Herrpar                        | Australien Ian Schuback Trevor Morris                                 | Kanada Alf Wallace George Boxwell                                      | Nya Zeeland Maurice Symes Rowan Brassey                           |
| Herrfyra                       | Skottland Denis Love George Adrain Ian Bruce Willie Wood              | Nordirland Jim Baker John McCloughlin Sammy Allen Rodney McCutcheon    | Australien Denis Dalton Dennis Katunarich Ken Woods Rex Johnston  |
| Damsingel                      | Geua Vada Tau                                                         | Millie Khan                                                            | Margaret Johnston                                                 |
| Dampar                         | Nya Zeeland Judy Howat Marie Watson                                   | Australien Edda Bonutto Maureen Hobbs                                  | England Mary Price Jayne Roylance                                 |
| Damfyra                        | Australien Audrey Rutherford Daphne Shaw Dorothy Roche Marion Stevens | Nya Zeeland Adrienne Lambert Lynette McLean Marlene Castle Rhonda Ryan | Hongkong Jenny Wallis Natividad Rozario Sau Ling Chau Yee Lai Lee |

### Boxning
| Boxning vid Samväldesspelen 1990 |                  |                       |                                     |
| Tävling                          | Gold             | Silver                | Bronze                              |
| Lätt flugvikt                    | Justin Juuko     | Abdurahaman Ramadhani | Domenic Figliomeni Dharmendar Yadav |
| Flugvikt                         | Wayne McCullough | Nokuthula Tshabangu   | Born Siwakwi Maurice Maina          |
| Bantamvikt                       | Mohammed Sabo    | Geronimo Bie          | Justin Chikwanda Wesley Christmas   |
| Fjädervikt                       | John Irwin       | Haji Ally             | David Gakuha James Nicolson         |
| Lättvikt                         | Godfrey Nyakana  | Justin Rowsell        | B. Mambeya David Anderson           |
| Lätt weltervikt                  | Charlie Kane     | Nicodemus Odore       | Stefan Scriggins Duke Chinyadza     |
| Weltervikt                       | David Defiagbon  | Greg Johnson          | Grahame Cheney Anthony Mwaba        |
| Lätt mellanvikt                  | Richie Woodhall  | Ray Downey            | Andy Creary Sililo Figota           |
| Mellanvikt                       | Chris Johnson    | Ashiao Joseph Laryea  | Mark Edwards Charles Matata         |
| Lätt tungvikt                    | Joseph Akhasamba | Dale Brown            | Abdu Kaddu Nigel Anderson           |
| Tungvikt                         | George Onyango   | Pat Jordan            | Kevin Onwuka Emerio Fainuulua       |
| Supertungvikt                    | Michael Kenny    | Liadi Alhassan        | Paul Douglas Vernon Linklater       |

### Friidrott
| Friidrott (herrar) vid Samväldesspelen 1990 |                                                                                       |                                                                                        |                                                                                  |
| Tävling                                     | Gold                                                                                  | Silver                                                                                 | Bronze                                                                           |
| 100 m                                       | Linford Christie 9,93 (+3,9 m/s)                                                      | Davidson Ezinwa 10,05 (+3,9 m/s)                                                       | Bruny Surin 10,12 (+3,9 m/s)                                                     |
| 200 m                                       | Marcus Adam 20,10 (+2,4 m/s)                                                          | John Regis 20,16 (+2,4 m/s)                                                            | Ade Mafe 20,26 (+2,4 m/s)                                                        |
| 400 m                                       | Darren Clark 44,60                                                                    | Samson Kitur 44,88                                                                     | Simeon Kipkemboi 44,93                                                           |
| 800 m                                       | Sammy Tirop 1.45,98                                                                   | Nixon Kiprotich 1.46,00                                                                | Matthew Yates 1.46,62                                                            |
| 1 500 m                                     | Peter Elliott 3.33,39                                                                 | Wilfred Kirochi 3.34,41                                                                | Peter O'Donoghue 3.35,14                                                         |
| 5 000 m                                     | Andrew Lloyd 13.24,86                                                                 | John Ngugi 13.24,94                                                                    | Ian Hamer 13.25,63                                                               |
| 10 000 m                                    | Eamonn Martin 28.08,57                                                                | Moses Tanui 28.11,56                                                                   | Paul Williams 28.12,71                                                           |
| Maraton                                     | Douglas Wakiihuri 2.10.27                                                             | Steve Moneghetti 2.10.34                                                               | Simon-Robert Naali 2.10.38                                                       |
| 110 m häck                                  | Colin Jackson 13,08                                                                   | Tony Jarrett 13,34                                                                     | David Nelson 13,54                                                               |
| 400 m häck                                  | Kriss Akabusi 48,89                                                                   | Gideon Yego 49,25                                                                      | John Graham 50,24                                                                |
| 3 000 m hinder                              | Julius Kariuki 8.20,64                                                                | Joshua Kipkemboi 8.24,26                                                               | Colin Walker 8.26,50                                                             |
| 4 x 100 meter                               | England 38,67 Clarence Callender John Regis Marcus Adam Linford Christie Tony Jarrett | Nigeria 38,85 Victor Nwankwo Davidson Ezinwa Osmond Ezinwa Abdullahi Tetengi           | Jamaica 39,11 Wayne Watson John Mair Clive Wright Ray Stewart                    |
| 4 x 400 meter                               | Kenya 3.02,48 David Kitur Samson Kitur Simeon Kipkemboi Stephen Mwanzia               | Skottland 3.04,68 Mark Davidson David Strang Tom McKean Brian Whittle Duncan Mathieson | Jamaica 3.04,96 Clive Wright Devon Morris Trevor Graham Howard Burnett John Mair |
| 30 km gång                                  | Guillaume Leblanc 2.08.28                                                             | Andrew Jachno 2.09.09                                                                  | Ian McCombie 2.09.20                                                             |
| Höjdhopp                                    | Clarence Saunders 2,36                                                                | Dalton Grant 2,34                                                                      | Milton Ottey Geoff Parsons 2,23                                                  |
| Stavhopp                                    | Simon Arkell 5,35                                                                     | Ian Tullett 5,25                                                                       | Simon Poelman 5,20                                                               |
| Längdhopp                                   | Yusuf Alli 8,39w                                                                      | David Culbert 8,20w                                                                    | Festus Igbinoghene 8,18w                                                         |
| Tresteg                                     | Marios Hadjiandreou 16,95                                                             | Jonathan Edwards 16,93                                                                 | Edrick Floreal 16,89                                                             |
| Kula                                        | Simon Williams 18,54                                                                  | Adewale Olukoju 18,48                                                                  | Paul Edwards 18,17                                                               |
| Diskus                                      | Adewale Olukoju 62,62                                                                 | Werner Reiterer 61,56                                                                  | Paul Nandapi 59,94                                                               |
| Slägga                                      | Sean Carlin 75,66                                                                     | Dave Smith 73,52                                                                       | Angus Cooper 71,26                                                               |
| Spjut                                       | Steve Backley 86,02                                                                   | Mick Hill 83,32                                                                        | Gavin Lovegrove 81,66                                                            |
| Tiokamp                                     | Mike Smith 8525p                                                                      | Simon Poelman 8207p                                                                    | Eugene Gilkes 7705p                                                              |

| Friidrott (damer) vid Samväldesspelen 1990 |                                                                            |                                                                                    |                                                                        |
| Tävling                                    | Gold                                                                       | Silver                                                                             | Bronze                                                                 |
| 100 m                                      | Merlene Ottey 11,02 (+4,4 m/s)                                             | Kerry Johnson 11,17 (+4,4 m/s)                                                     | Pauline Davis-Thompson 11,20 (+4,4 m/s)                                |
| 200 m                                      | Merlene Ottey 22,76                                                        | Kerry Johnson 22,88                                                                | Pauline Davis-Thompson 23,15                                           |
| 400 m                                      | Fatima Yusuf 51,08                                                         | Linda Keough 51,63                                                                 | Charity Opara 52,01                                                    |
| 800 m                                      | Diane Edwards 2.00,25                                                      | Ann Williams 2.00,40                                                               | Sharon Stewart 2.00,87                                                 |
| 1 500 m                                    | Angela Chalmers 4.08,41                                                    | Christina Cahill 4.08,71                                                           | Bev Nicholson 4.09,00                                                  |
| 3 000 m                                    | Angela Chalmers 8.38,38                                                    | Yvonne Murray 8.39,46                                                              | Liz McColgan 8.47,66                                                   |
| 10 000 m                                   | Liz McColgan 32.23,56                                                      | Jill Hunter 32.33,21                                                               | Barbara Moore 32.44,73                                                 |
| Maraton                                    | Lisa Martin 2.25.28                                                        | Tani Ruckle 2.33.15                                                                | Angie Pain 2.36.35                                                     |
| 100 m häck                                 | Kay Morley 12,91                                                           | Sally Gunnell 13,12                                                                | Lesley-Ann Skeete 13,31                                                |
| 400 m häck                                 | Sally Gunnell 55,38                                                        | Debbie Flintoff-King 56,00                                                         | Jenny Laurendet 56,74                                                  |
| 4 x 100 meter                              | Australien 43,87 Monique Dunstan Kathy Sambell Cathy Freeman Kerry Johnson | England 44,15 Stephi Douglas Jenni Stoute Simmone Jacobs Paula Dunn                | Nigeria 44,67 Beatrice Utondu Fatima Yusuf Charity Opara Chioma Ajunwa |
| 4 x 400 meter                              | England 3.28,08 Angela Piggford Jenni Stoute Sally Gunnell Linda Keough    | Australien 3.30,74 Maree Holland Sharon Stewart Susan Andrews Debbie Flintoff-King | Kanada 3.33,26 Rosey Edeh France Gareau Cheryl Allen Gail Harris       |
| 10 km gång                                 | Kerry Saxby 45.03                                                          | Anne Judkins 47.03                                                                 | Lisa Langford 47.23                                                    |
| Höjdhopp                                   | Tania Murray 1,88                                                          | Janet Boyle 1,88                                                                   | Tracy Phillips 1,88                                                    |
| Längdhopp                                  | Jane Flemming 6,78                                                         | Beatrice Utondu 6,65w                                                              | Fiona May 6,55                                                         |
| Kula                                       | Myrtle Augee 18,48                                                         | Judy Oakes 18,43                                                                   | Yvonne Hanson-Nortey 16,00                                             |
| Diskus                                     | Lisa-Marie Vizaniari 56,38                                                 | Jackie McKernan 54,86                                                              | Astra Vitols 53,84                                                     |
| Spjut                                      | Tessa Sanderson 65,72                                                      | Sue Howland 61,18                                                                  | Kate Farrow 58,98                                                      |
| Sjukamp                                    | Jane Flemming 6695p                                                        | Sharon Jaklofsky-Smith 6115p                                                       | Judy Simpson 6085p                                                     |

### Simsport

#### Simhopp
| Simhopp vid Samväldesspelen 1990 |                       |                     |                              |
| Tävling                          | Gold                  | Silver              | Bronze                       |
| Herrar                           |                       |                     |                              |
| 1 m svikt                        | Russell Butler 583,65 | David Bédard 547,35 | Simon McCormack 546,87       |
| 3 m svikt                        | Craig Rogerson 594,84 | Mark Rourke 569,97  | Larry Flewwelling 569,79     |
| 10 m, höga hopp                  | Bob Morgan 639,84     | David Bédard 555,54 | Bruno-Michel Fournier 544,50 |
| Damer                            |                       |                     |                              |
| 1 m svikt                        | Mary DePiero 443,28   | Tracy Cox 423,93    | Peta Taylor 418,71           |
| 3 m svikt                        | Jenny Donnet 491,79   | Barbara Bush 458,43 | Nicky Cooney 457,29          |
| 10 m, höga hopp                  | Anna Dacyshyn 391,68  | April Adams 380,49  | Paige Gordon 380,43          |

#### Simning
| Simning vid Samväldesspelen 1990 | |                                                                                          |                                                                                          |
| Tävling                          | Gold | Silver                                                                                   | Bronze                                                                                   |
| Herrar                           | |                                                                                          |                                                                                          |
| 50 m frisim                      | Andrew Baildon 22,76                                                                                         | Angus Waddell 23,03                                                                      | Mark Foster 23,16                                                                        |
| 100 m frisim                     | Andrew Baildon 49,80                                                                                         | Chris Fydler 50,49                                                                       | Mike Fibbens 50,76                                                                       |
| 200 m frisim                     | Martin Roberts 1.49,58                                                                                       | Ian Brown 1.49,60                                                                        | Thomas Stachewicz 1.49,98                                                                |
| 400 m frisim                     | Ian Brown 3.49,91                                                                                            | Glen Housman 3,53,90                                                                     | Christopher Bowie 3.54,04                                                                |
| 1 500 m frisim                   | Glen Housman 14.55,25                                                                                        | Kieren Perkins 14.58,08                                                                  | Mike McKenzie 15.09,25                                                                   |
| 100 m ryggsim                    | Mark Tewksbury 56,07                                                                                         | Gary Anderson 56,84                                                                      | Paul Kingsman 57,07                                                                      |
| 200 m ryggsim                    | Gary Anderson 2.01,69                                                                                        | Paul Kingsman 2.01,86                                                                    | Kevin Draxinger 2.02,02                                                                  |
| 100 m bröstsim                   | Adrian Moorhouse 1.01,49                                                                                     | James Parrack 1.03,15                                                                    | Nick Gillingham 1.03,16                                                                  |
| 200 m bröstsim                   | Jonathan Cleveland 2.14,96                                                                                   | Rodney Lawson 2.15,68                                                                    | Nick Gillingham 2.16,02                                                                  |
| 100 m fjärilsim                  | Andrew Baildon 53,98                                                                                         | Marcel Gery 54,42                                                                        | Jason Cooper 54,47                                                                       |
| 200 m fjärilsim                  | Anthony Mosse 1.57,33                                                                                        | Martin Roberts 1.59,95                                                                   | Jon Kelly 2.00,37                                                                        |
| 200 medley                       | Gary Anderson 2.02,94                                                                                        | Robert Bruce 2.03,78                                                                     | Martin Roberts 2.04,03                                                                   |
| 400 m medley                     | Robert Bruce 4.20,26                                                                                         | Rob Woodhouse 4.21,79                                                                    | Jon Kelly 4.23,96                                                                        |
| Lagkapp 4 x 100 m frisim         | Australien 3.20,05 Andrew Baildon Chris Fydler Ian Vander-Wal Jason Cooper Matthew Renshaw Thomas Stachewicz | England 3.22,61 Austyn Shortman Mark Foster Mike Fibbens Neil Metcalfe Steven Dronsfield | Kanada 3.22,79 Blair Hicken Darren Ward Marcel Gery Stephane Herbert Steven Vandermeulen |
| Lagkapp 4 x 200 m frisim         | Australien 7.21,17 Gary Lord Ian Brown Martin Roberts Thomas Stachewicz                                      | Kanada 7.25,53 Edward Parenti Gary Vandermeulen Jon Kelly Turlough O'Hare                | Nya Zeeland 7.30,10 Anthony Mosse John Steel Richard Tapper Ross Anderson                |
| Lagkapp 4 x 100 m medley         | Kanada 3.42,45 Jon Cleveland Marcel Gery Mark Tewksbury Tom Ponting                                          | England 3.43,88 Adrian Moorhouse Austyn Shortman Gary Binfield Mike Fibbens              | Australien 3.43,91 Andrew Baildon Chris Fydler Phil Rogers Thomas Stachewicz             |
| Damer                            | |                                                                                          |                                                                                          |
| 50 m frisim                      | Lisa Curry-Kenny 25,80                                                                                       | Karen van Wirdum 26,00                                                                   | Andrea Nugent 26,26                                                                      |
| 100 m frisim                     | Karen van Wirdum 56,48                                                                                       | Lisa Curry-Kenny 56,61                                                                   | Trish Noall 56,67                                                                        |
| 200 m frisim                     | Hayley Lewis 2.00,79                                                                                         | Jennifer McMahon 2.02,43                                                                 | Trish Noall 2.02,66                                                                      |
| 400 m frisim                     | Hayley Lewis 4.08,89                                                                                         | Julie McDonald 4.09,72                                                                   | Janelle Elford 4.10,74                                                                   |
| 800 m frisim                     | Julie McDonald 8.30,27                                                                                       | Janelle Elford 8,30,47                                                                   | Sheridan Burge-Lopez 8,36,78                                                             |
| 100 m ryggsim                    | Nicole Livingstone 1.02,46                                                                                   | Anna Simcic 1.02,55                                                                      | Johanna Griggs 1.03,69                                                                   |
| 200 m ryggsim                    | Anna Simcic 2.12,32                                                                                          | Nicole Livingstone 2.12,62                                                               | Karen Lord 2.14,53                                                                       |
| 100 m bröstsim                   | Keltie Duggan 1.10,74                                                                                        | Guylaine Cloutier 1.11,22                                                                | Suki Brownsdon 1.11,54                                                                   |
| 200 m bröstsim                   | Nathalie Giguère 2.32,16                                                                                     | Guylaine Cloutier 2.32,91                                                                | Helen Morris 2.33,57                                                                     |
| 100 m fjärilsim                  | Lisa Curry-Kenny 1.00,66                                                                                     | Susie O'Neill 1.01,03                                                                    | Madeleine Scarborough 1.01,33                                                            |
| 200 m fjärilsim                  | ayley Lewis 2.32,16                                                                                          | Helen Morris 2.32,91                                                                     | Nicole Redford 2.33,57                                                                   |
| 200 m medley                     | Nancy Sweetman 2.15,61                                                                                       | Jodie Clatworthy 2.17,10                                                                 | Hayley Lewis 2.17,13                                                                     |
| 400 m medley                     | Hayley Lewis 4.42,65                                                                                         | Jodie Clatworthy 4.45,76                                                                 | Donna Procter 4.47,38                                                                    |
| Lagkapp 4 x 100 m frisim         | Australien 3.46,85 Angela Mullens Karen van Wirdum Lisa Curry-Kenny Susan O'Neill                            | Kanada 3.48,69 Allison Higson Erin Murphy Kimberley Paton Patricia Noall                 | England 3.51,26 June Croft Karen Pickering Sharron Davies Zara Long                      |
| Lagkapp 4 x 200 m frisim         | Australien 8.08,95 Hayley Lewis Janelle Elford Jennifer McMahon Julie McDonald                               | England 8.16,31 Joanna Coull Judy Lancaster June Croft Sharron Davies                    | Nya Zeeland 8.22,60 Linda Robinson Michelle Burke Phillippa Langrell Sharon Hanley       |
| Lagkapp 4 x 100 m medley         | Australien 4.10,87 Karen van Wirdum Lara Hooiveld Lisa Curry-Kenny Nicole Livingstone                        | England 4.11,88 Joanne Deakins Karen Pickering Madeleine Scarborough Suki Brownsdon      | Kanada 4.12,20 Keltie Duggan Lori Melien Nancy Sweetnam Patricia Noall                   |

### Fotnoter
1. ↑  ”1990 Commonwealth Games” (på engelska). Samväldesspelsfederationen. Arkiverad från originalet den 10 december 2017. https://web.archive.org/web/20171210231803/https://www.thecgf.com/games/intro.asp?yr=1990. Läst 10 december 2017.